# Carolina Barillas Mury
Carolina Barillas Mury (Guatemala, 1961) es una microbióloga guatemalteca. Es directora del Programa de Investigación sobre Malaria en el Instituto Nacional de Alergia y Enfermedades Contagiosas, de los Institutos Nacionales de Salud en Estados Unidos. Su investigación se centra en las interacciones entre el sistema inmune de los mosquitos y los parásitos plasmodium, para entender como esto afecta la transmisión de la malaria. En reconocimiento de su trayectoria, ha sido elegida como miembro de la Academia Nacional de Ciencias de Estados Unidos.

## Estudios
Barillas Mury nació en 1961 en Guatemala. Se graduó de licenciada en biología de la  Universidad del Valle de Guatemala en 1981. Estudió medicina en la Universidad Francisco Marroquín de Guatemala, de donde se graduó en 1985. En 1987 se mudó a los Estados Unidos para hacer un doctorado en la Universidad de Arizona, donde estudió el proceso de digestión de sangre enzimática por el mosquito Aedes aegypti. Se graduó de doctora en bioquímica en 1992 y se quedó en la misma universidad hasta 1993 para hacer investigación postdoctoral. En 1994, se unió al laboratorio de Fotis Kafatos en la Universidad de Harvard. Después de esto se mudó a Alemania para hacer investigación en el Laboratorio de Biología Molecular europeo.

## Carrera
Barillas Mury fue contratada como profesora asistente en el departamento de microbiología, inmunología y patología de la Universidad Estatal de Colorado en 1998. Allí, empezó a trabajar para desarrollar un modelo de invasión celular de parásitos. Se mudó a los Institutos Nacionales de Salud en 2003.
Es presidenta de la Sección de Inmunidad de Mosquitos y Vectores Competentes en el Instituto Nacional de Alergia y Enfermedades Contagiosas. Allí estudia cómo los parásitos plasmodium interaccionan con el sistema inmunológico del mosquito, y cómo esto afecta a la transmisión de malaria.
Barillas Mury es editora de la revista científica Proceedings de la Academia Nacional de Ciencias.

## Premios y honores
- 2010 Medalla Bailey K.Ashford de la Sociedad americana de Higiene y Medicina Tropical[5]
- 2013 Premio Sanofi/Pasteur en Enfermedades Tropicales y Desatendidas[6]
- 2014 Elegida como miembro de la Academia Nacional de Ciencias[6]